# Rut
Pour les articles homonymes, voir Rut (homonymie).

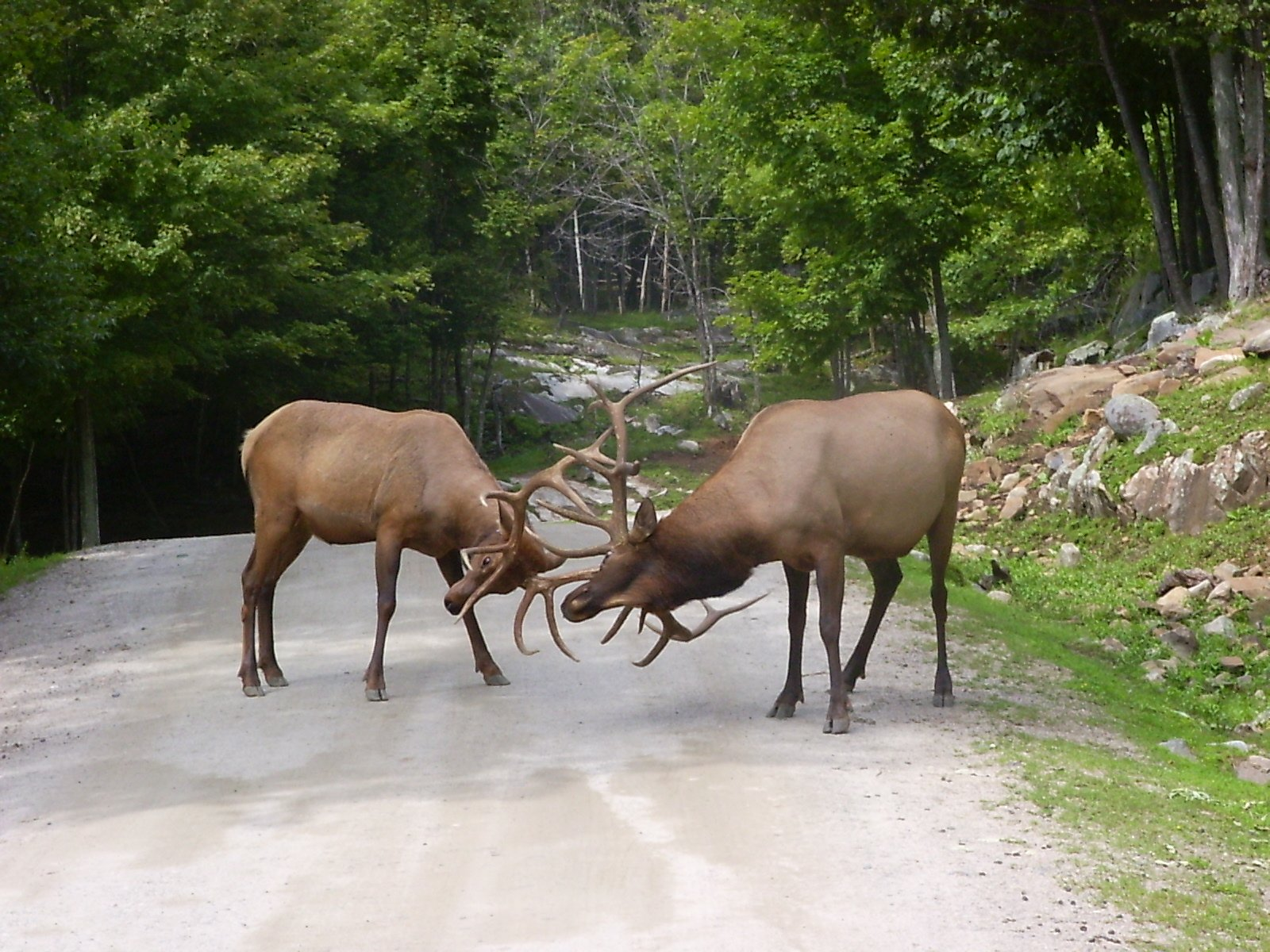
Deux wapitis mâles en rut se livrent un combat ritualisé.

Le rut désigne le comportement (animal « en chaleur ») et la période (l'œstrus) de l'année durant laquelle un certain nombre d'espèces de mammifères (ruminants, primates…) sont sexuellement réceptives et s'accouplent. Dans les régions tempérées et subarctiques de l'hémisphère nord, le rut se produit à l'automne pendant environ un mois autour de l'équinoxe d'automne septembre-(octobre).
Certaines espèces de cervidés sont connues pour présenter une période de rut très impressionnante comme le cerf élaphe. Mais à des degrés divers, le rut existe chez de nombreuses autres espèces. 
Les comportements observés durant le rut relèvent à la fois de la compétition sexuelle intra-sexe (les mâles, généralement, s'affrontant pour accéder aux femelles de l'espèce) et de la parade nuptiale. C'est donc une étape cruciale de la sélection sexuelle. Cela explique notamment l'origine évolutionnaire de certains caractères sexuels secondaires étonnants comme les bois des cerfs qui servent à la fois d'ornement et d'organes de combat.
La période de rut est déclenchée par l'horloge biologique des organismes lorsque la durée des jours diminue, à l'approche de l'hiver. Chez les mâles, elle correspond à une augmentation d'hormones sexuelles.